# Target Balance Account
 (mars 2023).
Si vous disposez d'ouvrages ou d'articles de référence ou si vous connaissez des sites web de qualité traitant du thème abordé ici, merci de compléter l'article en donnant les références utiles à sa vérifiabilité et en les liant à la section « Notes et références ».
En finance, le Target Balance Account est un système de cash-pooling (visant à regrouper les soldes de trésorerie de plusieurs filiales d'une même entreprise). Ce système vise à ne laisser dans les comptes courants des filiales que des montants fixes (par exemple 1 million d'euros) et transférer le surplus vers un compte bancaire central.
L'intérêt principal de ce système est de centraliser la trésorerie pour pouvoir la placer à de meilleurs taux d'intérêt.